# Sterrhochaeta tanaorrhina
Sterrhochaeta tanaorrhina är en fjärilsart som beskrevs av Louis Beethoven Prout 1941. Sterrhochaeta tanaorrhina ingår i släktet Sterrhochaeta och familjen mätare. Inga underarter finns listade i Catalogue of Life.